# Whisky et Vodka
Pour plus de détails, voir Fiche technique et Distribution.
Whisky et Vodka (Whisky y vodka) est un film musical de comédie franco-espagnol sorti en 1965 et mettant en vedette les jumelles Pili et Mili. Il a été écrit par Jaime de Armiñán, Mariano Ozores, Manuel Iglesias, Arturo Rigel et Paul Gégauff (sous le nom de « Paul Geganf ») et réalisé par Fernando Palacios,.

## Synopsis
Dans la ville de Chamonix, les deux filles des ambassadeurs des puissances du moment, l'Union soviétique et les États-Unis, se rencontrent. Leur grande ressemblance physique conduit à un imbroglio qui, avec l'enlèvement de l'un des ambassadeurs, provoque une crise politique mondiale.

## Fiche technique
- Titre français : Whisky et Vodka[3]
- Titre original espagnol : Whisky y vodka[4]
- Réalisation : Fernando Palacios
- Scénario : Jaime de Armiñán, Mariano Ozores, Manuel Iglesias, Arturo Rigel et Paul Gégauff
- Photographie : Francisco Fraile
- Montage : Antonio Ramírez de Loaysa
- Musique : Waldo de los Ríos[5]
- Décors : Eduardo Torre de la Fuente
- Production : Miguel Tudela, Georges de Beauregard
- Sociétés de production : Producciones Benito Perojo, Rome-Paris Films
- Pays de production :  Espagne -  France
- Langue originale : espagnol
- Format : couleur
- Genres : film musical de comédie
- Durée : 100 minutes
- Date de sortie :
  - Espagne : 12 juillet 1965

## Distribution
- Pilar Bayona, dite « Pili » : Ilinka Gorin
- Emilia Bayona, dite « Mili » : Millie O'Connor
- Pierre Doris : Ivan Gorine Ivanovitch
- Rafael Alonso : Andreï Andreïevitch
- Roberto Camardiel : Gricha Grisovitch
- Roger Dann : Johnny O'Connor

## Accueil critique
D'après l'auteur José Manuel Recio, « Le film est aussi semblable au reste des aventures cinématographiques de Pili et Mili qu'elles le sont entre elles. Ici, l'une est américaine et l'autre russe, ce qui permet d'imaginer l'histoire ».